# Ernest Nuamah
Ernest Nuamah Appiah (Kumasi, 1 november 2003) is een Ghanees voetballer die doorgaans als aanvaller speelt. Hij verruilde FC Nordsjælland in augustus 2023 voor RWDM, maar werd meteen doorverhuurd aan Olympique Lyonnais, waarheen hij een jaar later definitief vertrok. Nuamah debuteerde in 2023 in het Ghanees voetbalelftal.

## Clubcarrière
Nuamah leerde voetballen aan de Right to Dream Academy in Ghana. Hier viel hij op bij FC Nordsjælland, dat hem in januari 2022 naar Denemarken haalde. Hij kwam in zijn eerste halve seizoen bij de club uit voor Nordsjælland –19 en het beloftenelftal, maar debuteerde ook in het eerste elftal. Trainer Flemming Pedersen liet hem op 10 april 2022 voor het eerst invallen in de Superligaen. Nuamah schoot zijn team die dag in de 85e minuut naar een 2–1-voorsprong tegen Aarhus. Dit resulteerde niet in een overwinning voor Nordsjælland, dat in de blessuretijd nog een tegendoelpunt slikte. Nuamah mocht ook in de acht daaropvolgende wedstrijden in de play-downs invallen.
Pedersen promoveerde Nuamah bij aanvang van seizoen 2022/23 tot basisspeler. Dat bleef hij daarna het hele seizoen. Hij scoorde in zijn eerste volle seizoen twaalf keer, waarvan acht keer in de reguliere competitie en vier keer in de play-offs. Hij maakte ook drie doelpunten in het bekertoernooi. Nuamah werd na afloop van 2022/23 verkozen tot speler van het jaar in de Superligaen. Nuamah maakte op de eerste speeldag van seizoen 2023/24 voor het eerst een hattrick. Hij bracht Nordsjælland toen van 0–1 achter naar 3–1 voor in een met 4–1 gewonnen duel thuis tegen Viborg FF.
Nuamah verruilde Nordsjælland op 31 augustus 2023 met een omweg voor Olympique Lyon. Hij tekende die dag officieel bij RWDM, maar reisde meteen op huurbasis door naar Frankrijk. RWDM- én Olympique Lyon-eigenaar John Textor omzeilde zo de reglementen voor Financial Fair Play van de UEFA. De Belgische club betaalde 25 miljoen euro voor Nuamah aan Nordsjælland, exclusief bonussen. Nuamah speelde dat seizoen 29 wedstrijden in de Ligue 1, waarvan 21 vanaf de aftrap. In juli 2024 nam Lyon de Ghanees voor 28,5 miljoen euro definitief over van RWDM.

## Interlandcarrière
Nuamah debuteerde op 18 juni 2023 in het Ghanees voetbalelftal. Bondscoach Chris Hughton liet hem toen in de 62e minuut invallen voor Kamaldeen Sulemana tijdens een kwalificatiewedstrijd voor het Afrikaans kampioenschap in en tegen Madagaskar (0–0). Nuamah nam later die maand met Ghana –23 ook deel aan het Afrikaans kampioenschap –23 in Marokko. Hij maakte op de eerste speeldag het eerste doelpunt tijdens een 3–2-zege op Congo-Brazzaville –23. Zijn landgenoten en hij gingen vervolgens onderuit tegen Marokko –23 en Guinee –23, waardoor Ghana na de groepsfase naar huis moest. Nuamah nam met Ghana deel aan het Afrikaans kampioenschap 2023.
| Interlands van Ernest Nuamah   | Interlands van Ernest Nuamah   | Interlands van Ernest Nuamah   | Interlands van Ernest Nuamah   | Interlands van Ernest Nuamah   | Interlands van Ernest Nuamah   | Interlands van Ernest Nuamah   |
| No.                            | Datum                          | Wedstrijd                      | Uitslag                        | Soort Wedstrijd                | Doelpunten                     |                                |
| Als speler bij FC Nordsjælland | Als speler bij FC Nordsjælland | Als speler bij FC Nordsjælland | Als speler bij FC Nordsjælland | Als speler bij FC Nordsjælland | Als speler bij FC Nordsjælland | Als speler bij FC Nordsjælland |
| ------------------------------ | ------------------------------ | ------------------------------ | ------------------------------ | ------------------------------ | ------------------------------ | ------------------------------ |
| 1.                             | 18 juni 2023                   | Madagaskar – Ghana             | 0 – 0                          | Kwalificatie Afrika Cup 2023   | -                              |                                |
| Totaal                         | Totaal                         | Totaal                         | Totaal                         | Totaal                         | -                              |                                |

Bijgewerkt tot 30 augustus 2023
1 Lopes ·
3 Tagliafico ·
4 Akouokou ·
6 Caqueret ·
7 Veretout ·
8 Tolisso ·
9 Orban ·
10 Lacazette  ·
11 Fofana ·
15 Tessmann ·
16 Vinícius ·
17 Benrahma ·
18 Cherki ·
19 Niakhaté ·
20 Kumbedi ·
22 Mata ·
23 Perri ·
27 Omari ·
28 Da Silva ·
31 Matić ·
34 Diawara ·
37 Nuamah ·
40 Descamps ·
55 Ćaleta-Car ·
69 Mikautadze ·
98 Maitland-Niles ·
Coach: Sage
· Keeperstrainer: Vercoutre